# Le Banni (roman de Selma Lagerlöf)
Pour les articles homonymes, voir Le Banni (homonymie).
Le Banni (Bannlyst) est un roman suédois de Selma Lagerlöf, publié chez Albert Bonniers förlag en 1918. Il est une première fois traduit en français en 1933 sous le titre L’Exilé (éditions Edgar Malfère) puis à nouveau traduit par Marc de Gouvenain et Lena Grumbach et publié en 1999 chez Actes Sud. 

## Résumé
Sven Elversson revient dans sa petite île natale après une expédition polaire tragique où il aurait, comme ses compagnons, mangé de la viande humaine. Il est pour cette raison banni de la société des hommes, surtout par le rigide pasteur de la petite communauté, Edvard Rhange.
Accablé de solitude et de désespoir, Sven tente de regagner sa place sociale en multipliant les bienfaits et œuvres philanthropiques, mais autour de lui, « les cœurs sont à tel point remplis de foi et de justice qu'ils n'ont plus de place pour la pitié. »
Seule Sigrun, la belle et jeune épouse du pasteur ne le condamne pas, mais elle doit elle-même vivre un calvaire par la jalousie féroce de son mari.
Livre de la pitié et de la rédemption, les trois protagonistes, brulés par un feu intérieur incandescent, trouveront peu à peu la paix dans leurs cœurs et leur place dans un monde bouleversé par les horreurs de la Première Guerre mondiale.